# (11742) 1999 JZ5
1999 جاي زد 5 (ويعرف أيضًا باسم (11742) 1999 جاي زد 5 وفق تسمية الكوكب الصغير) (بالإنجليزية: 1999 JZ5)‏ هو كويكب ضمن حزام الكويكبات؛ وترتيبه 11742 من حيث الاكتشاف.
اكتُشف هذا الجُرم الفلكي بواسطة تاكيشي أوراتا ‏ في 7 مايو 1999.

## وصلات خارجية
- (11742) 1999 JZ5 في قاعدة بيانات مختبر الدفع النفاث لأجرام النظام الشمسي الصغيرة

- الاكتشاف · مخطط المدار ·  العناصر المدارية · المعلمات المادية

- (11742) 1999 JZ5 على موقع ويكي سكاي: DSS2, SDSS, GALEX, IRAS, Hydrogen α, X-Ray, Astrophoto, Sky Map, Articles and images